# Kitbull
Kitbull és un curtmetratge animat nord-americà de 2019 dirigit i escrit per Rosana Sullivan, produït per Kathryn Hendrickson i Pixar Estudis d'Animació, i distribuït per Walt Disney Studios Motion Pictures. És la tercera pel·lícula del programa "SparkShorts" de la companyia Pixar, i se centra en un gatet de carrer independent i un pit bull maltractat, els quals formen una amistat poc convencional. El curt es va estrenar en el Teatre El Capità el 18 de gener de 2019, abans de ser llançat a YouTube el 18 de febrer de 2019.
Sullivan va afirmar que la creació del curt s'havia originat arrel del seu gaudi veient videos de gats, i Hendrickson va declarar que, al principi, l'animació tradicional s'havia presentat com un repte. La recepció crítica del curtmetratge ha estat generalment positiva, amb crítics que van alabar la seva història, el to emocional, temes, caracterització i animació.

## Argument
Un gatet viu en un dipòsit de ferralla darrere d'un edifici a Sant Francisco, concretament en Districte Mission. Un vianant li ofereix menjar al gatet (però s'escapa) i dorm en una caixa de cartró en el mateix dipòsit de ferralla. Un dia, un pit bull és traslladat a una caseta per a gossos al costat del dipòsit de ferralla. Inicialment, el gatet li té molta por al gos, però lentament comença a connectar amb ell jugant amb un tap d'ampolla. Una nit, després que el pit bull és portat a l'interior pel seu amo, acaba sent greument ferit en una baralla i és llançat a l'exterior.
Més tard, el pit bull va a ajudar al gatet, que es quedà atrapat en uns anells de plàstic després d'haver estat espantat per una tempesta. Però el gatet, espantat encara més pel gos, l'ataca en veure els seus ullals. El pit bull devastat va a la seva caseta de gos, on més tard se li uneix el gatet penedit. L'endemà, els dos escapen del dipòsit de ferralla. Un temps després, el gatet i el pit bull estan jugant junts, quan de sobte el visitant troba al gatet, i acaba finalment, adoptant als dos.

## Producció
Kitbull és un curtmetratge que dura aproximadament nou minuts. És el tercer curt del programa "SparkShorts" de Pixar, que consisteix que Pixar els atorga, a una sèrie d'empleats, sis mesos i pressupostos limitats per produir curtmetratges animats. El curt va ser dirigit i escrit per Rosana Sullivan, i produït per Kathryn Hendrickson. Domee Shi, director del curtmetratge guanyador del Premi de l'Acadèmia Bao, Peter Sohn, director de la pel·lícula The Good Dinosaur, i Kristen Lester, directora del curtmetratge Purl, van formar part de l'equip de Kitbull juntament amb Sullivan. El curt va ser editat per Katie Schaefer Bishop.
Sullivan va dir que un video d'un gat havia fet néixer la idea darrere d'aquest curt, esmentant que li agradava mirar vídeos de gats quan estava estressada. A més, va afirmar que "només volia dibuixar a un gatet fent alguna cosa ximple i molt, molt de gat". Inicialment, havia desitjat representar alguna cosa que li atreia i era agradable, però "es va convertir en una mica més personal" per a ella al final. Sullivan va comentar que tots els quadres havien estat dibuixats i pintats a mà, però va afegir que els creadors havien utilitzat ordinadors per fer-lo, que "tot era directament de les mans dels artistes a la pantalla". Ella va dir que sempre havia gaudit "l'encant d'una imatge dibuixada a mà", esmentant que cada artista té la seva pròpia forma de dibuixar.
Sullivan també va declarar que els creadors del curt havien inventat el seu propi "pipeline". Va afirmar que Arjun Rihan, qui havia estat el director de fotografia mentre treballava en el curt, havia presentat totes les preses. Sullivan va esmentar que, quan es va tractar els fons, els creadors ja havien seleccionat "una mescla entre impressionista, una espècie de pintura vaga, ràpida, però també alguna cosa grungy i aspra". Va comentar que el gatet tria estar sol i aconsegueix passar desapercebut amb l'ajuda d'elements de fons com per exemple ombres i senyals de tràfic. Va dir que, atès que havia estat molt tímida i havia tingut dificultats per crear amistats durant la seva infància, es va identificar totalment amb el gatet, qui, en lloc de formar una connexió, preferia romandre a la seva zona de confort on ell no era vulnerable; la història se centra en aquesta idea.
Sullivan va afirmar que els personatges no són excessivament detallats, la qual cosa caracteritza al gatet com "molt caricaturesc" i "gairebé abstracte en alguns aspectes". Ella va esmentar que només dibuixar al gatet havia estat realment satisfactori i entretingut per a ella, i que els animadors que s'havien convertit en part de l'equip, compartien el seu punt de vista. Sullivan va dir que l'aspecte més gratificant d'aquest procés era col·laborar amb altres persones per crear un projecte una mica millor del que ella podria haver aconseguit sola. Li agradava treballar amb persones de confiança que podrien sorprendre-la.
Hendrickson va esmentar que Sullivan havia començat a veure molts vídeos de gatets i "es van convertir en una veritable vocació per a ella". Va afirmar que Kitbull és un curt animat en estil 2D, que és diferent a la tècnica habitual de Pixar. Hendrickson va afirmar que des que el curtmetratge va ser dibuixat a mà, hi havia hagut molts contratemps des del principi, entre d'altres "tractar d'esbrinar com explicar la història amb els recursos dins de l'estudi, i després prendre aquest projecte 2D i fer que s'adapti al procés 3D habitual a Pixar ". Va revelar que a la fase de disseny del projecte, els creadors van col·locar la càmera i van decidir "la posada en escena i l'enquadrament de totes les preses".
Hendrickson va declarar que, quan Rihan va acabar de preparar les preses, "prenien aquestes preses i les mostraven a tots", la qual cosa va fer que les preses es convertissin en les plantilles per pintar damunt. Va esmentar també, que els animadors van dibuixar els personatges en "una capa" i que "tots els fons van ser pintats en una altra capa"; va afegir que el seu compositor havia aconseguit "unir aquestes dues capes" satisfactòriament. Hendrickson va dir que l'acció de Kitbull es duu a terme en el Districte Mission, San Francisco, afirmant que aquest és un lloc molt important per Sullivan, ja que ella va viure allà per primera vegada en traslladar-se a San Francisco. Hendrickson va gaudir veient com tots els membres de l'equip van influir en el curt.

## Música
Andrew Jimenez, qui va dirigir el curtmetratge de Pixar L'home orquestra, va ser qui va compondre la música per Kitbull.

### Llista de pistes
Totes les cançons foren compostes per Andrew Jimenez.
| Núm. | Títol                             | Durada |
| ---- | --------------------------------- | ------ |
| 1.   | «Mission Opening»                 | 0:55   |
| 2.   | «Meet Pit»                        | 0:22   |
| 3.   | «Kitten Play (Alternate Version)» | 0:42   |
| 4.   | «Kitten Play»                     | 1:05   |
| 5.   | «The Doorway»                     | 0:18   |
| 6.   | «Save Me»                         | 0:46   |
| 7.   | «Sad Dog»                         | 0:21   |
| 8.   | «Trust»                           | 1:04   |
| 9.   | «Escape (Alternate Version 1)»    | 0:41   |
| 10.  | «Escape (Alternate Version 2)»    | 0:35   |
| 11.  | «Escape»                          | 0:44   |
| 12.  | «Mission Overlook»                | 1:06   |
| 13.  | «End Credits»                     | 1:04   |
| 14.  | «Kitbull Music Box»               | 0:47   |
| 15.  | «The Evil Dog Master»             | 0:53   |
| 16.  | «Kind»                            | 1:25   |

Durada total: 12.48

## Estrena
Kitbull es va projectar per primera vegada, juntament amb els curts Purl i Smash and Grab, el 18 de gener de 2019, durant una estrena limitada en el Teatre El Capitan que va durar una setmana; després d'això, el curt es va estrenar al canal de YouTube de Pixar el 18 de febrer de 2019. El curt també s'estrenarà en Disney +.

## Recepció
Kitbull ha rebut una resposta crítica en gran manera positiva, sent considerat com a "adorable", "bonic", "emocionant", "dolç", "sorprenent", "emocionalment temptador", així com "una història atemporal d'amistats animals poc probables". Zack Sharf d'IndieWire va dir que el curt "et trencarà el cor en forma típica de Pixar". Chris Pastrick, del Pittsburgh Tribune-Review, va escriure que Kitbull presenta una història "commovedora" i "una història de llàgrimes". Shannon Connellan, de Mashable, va dir que el curt faria que els espectadors es convertissin en "un bassal de llàgrimes". Benjamin Bullard de Syfy Wire va comentar que Kitbull "destruiria el teu cor amant dels animals abans que l'inevitable final feliç arribés al rescat"; a més, va descriure el curt com una "gemma sense paraules que desplega una vinyeta carregada de detalls a través d'un emocionant passeig en una muntanya russa emocional ". Bridget Sharkey, de l'Arizona Daily Star, va dir que malgrat tenir "menys de nou minuts de durada", Kitbull "presenta un cop sentimental molt poderós en un breu període"; va dir que el curt conté una "història dolçament satisfactòria" que "fa que fins a l'espectador més dur i resistent eventualment es trenqui", afegint que transmet "un missatge poderós" i que és "una pel·lícula increïble ". Kate Schweitzer, de PopSugar, va esmentar que Pixar "es va superar a si mateixa en aconseguir fer plorar a gran escala en qüestió de minuts" a través de Kitbull, i va qualificar el curt com a "senzill i dolç".
L'ús de l'animació tradicional per part de Kitbull ha estat realçat pels crítics. Chris Pastrick va dir que el curt "és especial, ja que és la primera pel·lícula completament dibuixada a mà de l'estudi que és conegut per la seva animació digital d'avantguarda". James White, de Empire, va descriure a Kitbull com "una peça dolça i bellament animada" que utilitza "tècniques 2D dibuixades a mà combinades amb tot el poder d'informàtica que Pixar pot ajuntar"; va sentir que el curt "explora un estil diferent a tot el que la companyia ha produït fins ara". Bridget Sharkey va escriure que Kitbull està "delicadament creat a través del dibuix a mà" i consisteix en "una animació simple i realista que també es pot veure compulsivament". Jennifer Wolfe, d'Animation World Network, va comentar que el curt està "ple de bondats dibuixades a mà", i Benjamin Bullard va declarar que està "renderitzat en un estil d'ombreig de cel 2D molt ric". Shannon Connellan va dir que Kitbull és un "curt animat en 2D" i no és "el regne usual de Pixar al que estem acostumats". Garrett Martin de Paste va esmentar que veure el curt és "emocionant", especialment perquè va ser creat per "un estudi que no és conegut per aquest estil d'animació".
L'enfocament del curt en el tractament dels animals també ha estat comentat. Kate Schweitzer sentia que Kitbull "fa una declaració potent sobre el tractament d'animals" amb l'ajut de "algunes escenes potents"; va dir que "independentment de si et consideres una persona de gos o gat", Kitbull "reafirmarà el teu amor per tots els animals i et farà abraçar aquesta nit una mica més fort a les teves mascotes". Benjamin Bullard va escriure que Kitbull descriu "tant el costat terrible com el màgic de les formes en què les persones interactuen amb els animals", i Diana Letizia de Il Secolo XIX també sentia que en resum, el curt presenta com els humans afecten els animals de manera positiva i negativa. Shannon Connellan va comentar que si bé l'animació poques vegades "aborda un tema tant devastador com és el del maltractament animal", i Kitbull "ho fa amb una visió esquinçadora".
Es va esmentar la possibilitat que Kitbull iniciï discussions sobre la reputació dels pit bulls. Elizabeth Tyree de WSET va dir que Kitbull "et farà plorar als pocs minuts del començament", i va afegir que el curt "podria provocar més converses sobre la fama dels pit bulls". Kate Schweitzer també va sentir que el curt "podria fins i tot obrir converses més significatives sobre la reputació que els pit bulls són una raça agressiva i perillosa", i Katelynn Sprague de KPEL-FM va comentar que Kitbull "aporta una mica de llum sobre aquest tema en particular ".
La representació dels personatges en el curt ha estat elogiada també. Michael Walsh, de Nerdist, va declarar que Kitbull presenta "una història amb personatges carnals que experimenten un arc significatiu, que ens fa sentir tot tipus d'emocions"; va caracteritzar al gatet com a "lluitador" i "dur", i el gos com a "feliç" i "dolç". Benjamin Bullard va dir que el curt proporciona "una fantasia antropomorfitzada de com les vides secretes dels animals poden seguir ritmes commovedors que mai podríem imaginar". Garrett Martin sentia que Kitbull "és una mirada poderosa en una amistat poc probable entre un gatet de carrer i un pit bull abusat que té la qualitat real i el pes emocional de la millor animació de Pixar i Disney"; a més, Martin va descriure el curt com a "maco, capturant no només com es mouen els animals sinó també com pensen i es relacionen entre ells", i va afegir que Kitbull és "tant bo" com La Dama i el Rodamón i 101 dàlmates quan es tracta "d'examinar les vides i les personalitats dels animals de manera realista ".